# Ivan Dolničar
Ivan Dolničar (partizansko ime Janošik), slovenski prvoborec, komunist, partizan, politični komisar, vojaški pedagog, general in politik, * 31. avgust 1921, Šujica, † 14. oktober 2011, Ljubljana.

## Življenjepis
Od ustanovitve Osvobodilne fronte slovenskega naroda aprila 1941 pa do junija 1942 je deloval v OF. Nato je vstopil v Dolomitski odred; sprva je bil navadni borec, nato pa obveščevalec 2. bataljona odreda, politični komisar in komandir 1. čete 2. bataljona Dolomitskega odreda. Aprila 1943 je bil imenovan za komandirja zaščitne čete Glavnega štaba NOV in POS, nato pa je bil junija 1944 premeščen v Tomšičevo brigado; sprva je bil ponovno navadni borec, nato pa komandir voda, komisar čete, namestnik komisarja bataljona in namestnik komisarja Tomšičeve brigade. Pozneje je postal politični komisar Bračičeve brigade in 14. udarne divizije; na zadnjem položaju je ostal do leta 1947 (razen za štiri mesece v začetku leta 1946, ko je odšel na politični tečaj v Beograd). Ob koncu vojne je kot prvi visoki partizanski častnik vzpostavil stik z Alexandrom Löhrom, ki je po pogajanjih podpisal kapitulacijo nemških oboroženih sil na področju Jugoslavije.
Leta 1947 je bil premeščen v Politično upravo JLA, kjer je postal inštuktor za vojaški rod zvez; leta 1948 pa je postal politični komisar častniške šole in učilišča za zveze v Zrenjaninu. Med letoma 1949 in 1951 se je šolal na Višji politični šoli Djura Djakovića v Zrenjaninu. Potem je bil na lastno željo premeščen v Jugoslovansko vojno letalstvo, kjer je postal politični komisar 29. jurišne letalske divizije v Skopju, politični komisar 37. jurišne letalske divizije v Zagrebu in pomočnik poveljnika 5. letalskega korpusa. Nato je opravil šolanje na Višji letalski vojaški akademiji (1955-1957) in postal pomočnik poveljnika 7. letalskega korpusa (1957-1959), načelnik operativnega oddelka Štabne uprave Poveljstva Jugoslovanskega vojnega letalstva (1959-1961); med letoma 1961 in 1967 je bil načelnik Letalske vojaške akademije JLA; vmes je leta 1963 končal šolanje na Poveljniško-štabni šoli operatike vojnega letalstva in protizračne obrambe JLA. Nato je postal pomočnik zveznega sekretarja za obrambo (odgovoren za politično-pravni sektor, nato pa za civilno obrambo) in podsekretar v Zveznem sekretariatu za obrambo SFRJ (1978-1979). 
Leta 1979 je postal generalni sekretar Predsedstva SFRJ; to dolžnost je opravljal do maja 1982, ko se je upokojil. Leta 1984 je postal član Predsedstva Socialistične zveze delovnega ljudstva Slovenije. in 1986 predsedstva CK ZKS ter predsednik komisije CK  za področje splošne ljudske obrambe in družbene samozaščite. Maja 1990 je bil izvoljen za predsednika Zveze združenj borcev NOB Slovenije; ta položaj je zasedal do novembra 2003.
Bil je delegat 5. kongresa KPJ (21. - 28. julij 1948) in 8. kongresa ZKJ (1964; tu so ga predlagali za člana CK ZKJ).

## Družina
Dva njegova brata, Vlado in Lojze, sta bila partizana, medtem ko je bil tretji brat, Peter, pripadnik vaških straž in nato še Slovenskega domobranstva.

## Napredovanja
- generalmajor letalstva - 1960
- generalpolkovnik - ?

## Odlikovanja
- zlati častni znak svobode Republike Slovenije (26. april 2002)[4][5]

## Zanimivosti
Dolničar je predlagal ustanovitev medalje generala Franca Rozmana Staneta, ki je bila ustanovljena leta 2011.
Po koncu vojne na dvorišču za domačo hišo ubije brata Petra, pripadnika domobrancev.